# Young Buck
David Darnell Brown (ismertebb nevén Young Buck, USA, Tennessee, Nashville, 1981. március 15.) amerikai rapper, színész és producer. 12 évesen kezdett el rappelni, majd 14 éves korában már stúdióban dolgozott, mellette az utcán drogdílerkedéssel foglalkozott. Az idősebb dílerek nevezték el Young Buck-nak, mivel korán kezdte el a kábítószerekkel való kereskedést. 16 évesen a híres déli rapper Baby, eredeti nevén Brian Williams meghívta egy freestyle versenyre ahol hamar kiderült a fiatal David óriási tehetsége. 2003-ban távozott a UTP Records-tól, és 50 Cent meghívására csatlakozott a G-Unit-hoz. Jelenlegi kiadója a – 2006-ban általa alapított – Ca$hville Records. 2012. augusztus 6-tól illegális fegyverbirtoklásért 18 hónapos büntetését töltött a Yazoo City Medium Security Federal Prison börtönben.

## Diszkográfia
STÚDIÓ ALBUMOK
- 2004: Straight Outta Cashville
- 2007: Buck the World

Önálló albumok
- 2002: Born to Be a Thug
- 2005: T.I.P.
- 2007: They Don't Bother Me
- 2010: The Rehab

Közreműködött albumok
- 2000: Thuggin' Til The End (with D-Tay)
- 2002: The Compilation (UTP album) (with UTP group)
- 2003: Beg for Mercy (G-Unit album) (with G-Unit)
- 2004: Da Underground Vol. 1 (with D-Tay)
- 2005: Get Rich or Die Tryin' (soundtrack)' (with G-Unit Records)
- 2009: Gang Injunction (with JT the Bigga Figga)
- 2012: Salute to the Streetz (with Savion Saddam)

Hivatalos mixtape-ek
- 2005: Welcome To The Hood (Hosted By: DJ Whoo Kid)
- 2006: Chronic 2006 (Hosted By: Jamie Foxx & DJ Whoo Kid)
- 2006: Welcome To The Traphouse (Hosted By: DJ Drama)
- 2006: Case Dismissed – The Introduction of G-Unit South (Hosted By: DJ Drama)
- 2007: Mr. Ten-A-Key (Product Of The South) (Hosted By: DJ Whoo Kid)
- 2009: Back For The Streets (Hosted By: The Future)
- 2009: Back On My Buck Shit (Hosted By: DJ Smallz & DJ Scream)
- 2009: Only God Can Judge Me (mixtape) (Hosted By: Ricky Ross (drug trafficker))
- 2010: Back On My Buck Shit Vol. 2: Change Of Plans (Hosted By: Drumma Boy)
- 2012: Live Loyal Die Rich (Hosted By: DJ Crisis & Drumma Boy)
- 2012: Strictly 4 Traps N Trunks 44: Free Young Buck Edition (Hosted By: DJ Crisis & Drumma Boy)
- 2013: King David
- TBD: Back On My Buck Shit Vol. 3 (Hosted By: DJ Crisis & Drumma Boy)

Közreműködött mixtape-ek
- 2008: Starbucks (mixtape) (With: All Star Cashville Prince)
- 2009: Cashville Takeover (With: Ca$hville Records)
- 2010: 601 To The 615 (With: U.S.D.A (group)
- 2012: G.a.S - Gangsta and Street (With: Tha City Paper)
- 2012: G.a.S - Vol. 2: The Auction (With: Tha City Paper)
- TBD: Bond Money (With: Aone Beats)

## G-Unit
Mikor a Cash Money előadói New Yorkba látogattak a G-Unit meghívta Young Buck-ot és stúdióban hallgatták meg a rappert. Miután 50 Cent leszerződött az Aftermath Entertainment-hez Young Buck a csapat tagja lett. 50 Cent és Young Buck első közös száma a Get Rich Or Die Tryin' albumán található Blood Hound címmel. Nem sokkal ezután már a G-Unit – Beg For Mercy című albumán is szerepelt ami 2x-es platinalemez lett.

## Vibe Awards 2004
2004. november 15-én a Vibe Awards díjkiosztóján Dr. Dre életműdíj átadása előtt Jimmy James Johnson sértő megjegyzéseket tett a producerre. Mielőtt Dre a színpadra ért volna a díj átvétele előtt Johnson nekirontott és elkezdte ütni a rappert. Nem sokkal ezután heves dulakodás tört ki. A verekedés közben Young Buck egy késsel többször hason szúrta Johnsont, akit súlyos sérülésekkel kórházba szállítottak. A Santa Monica-i rendőrség Young Buckot 500.000 $ óvadék ellenében szabadlábra helyezte.

## Fordítás
- Ez a szócikk részben vagy egészben  a   Three_6_Mafia című angol Wikipédia-szócikk fordításán alapul.  Az eredeti cikk szerkesztőit annak laptörténete sorolja fel. Ez a jelzés csupán a megfogalmazás eredetét és a szerzői jogokat jelzi, nem szolgál a cikkben szereplő információk forrásmegjelöléseként.
- Ez a szócikk részben vagy egészben  a   Straight_Outta_Cashville című angol Wikipédia-szócikk fordításán alapul.  Az eredeti cikk szerkesztőit annak laptörténete sorolja fel. Ez a jelzés csupán a megfogalmazás eredetét és a szerzői jogokat jelzi, nem szolgál a cikkben szereplő információk forrásmegjelöléseként.